# Битва при Бенбигри
Битва при Бенбигри произошла на острове Айлей в 1598 году между силами Гектора Ога Маклейна, 15-го вождя клана Маклейн, и сэра Джеймса Макдональда, 9-го вождя клана Макдональд из Даннивега.

## История
В битве при Трей-Груиннерте на острове Айлей в 1598 году сэр Джеймс Макдональд, 9-й вождь клана Макдональд из Даннивега, возглавил войска против сэра Лахлана Мора Маклейна, 14-го вождя Маклейна из Дуарта. Сам Джеймс Макдональд был ранен в бою, но его войска разбили отряды Лахлана Мора Маклейна, который погиб в этом сражении.
Гектор Ог Маклин, 15-й вождь клана Маклейн, сын и преемник Лахлана Маклейна, стремился отомстить за смерть своего отца, и враждебные стороны встретились в месте под названием Бенбигри, и, поскольку никто не чувствовал себя расположенным предлагать или принимать условия, результатом стала немедленная битва. Последователи вождя Маклейна в этом случае значительно превосходили численностью Макдональдов; но сэр Джеймс, понимая, что ему не нужна надежда на примирение со своим разъяренным родственником, сказал своим последователям, что только в решительном сопротивлении существует какая-либо надежда на безопасность для себя или на защиту своих домов. Макдональды, доведенные до отчаяния знанием этих фактов, сражались с неконтролируемой яростью, и только после того, как высоты Бенбигри были покрыты их убитыми, а их вождь унесен с поля боя опасно раненым, нападавшим удалось их разгромить. Побежденный Джеймс Макдональд затем бежал в Испанию.